# Othmar Zeidler
Othmar Zeidler (* 29. August 1850 in Wien; † 17. Juni 1911 in Mauer bei Wien) war ein österreichischer Chemiker. Zeidler synthetisierte im Rahmen seiner Inauguraldissertation (Doktorarbeit) erstmals die Verbindung Dichlordiphenyltrichlorethan, die später als Insektizid DDT große Bedeutung erlangen sollte.
Zeidlers Doktorarbeit an der Universität Straßburg unter Leitung von Adolf von Baeyer hatte einen rein chemisch-wissenschaftlichen Hintergrund. Zeidler hat die Bedeutung der von ihm synthetisierten Substanz nicht erkannt und auch deren Anwendung nicht mehr erlebt. Die insektiziden Eigenschaften des DDT wurden erst mehr als 60 Jahre später durch Paul Hermann Müller erkannt.
Zeidler kehrte nach Beendigung seiner Studien nach Wien zurück wo er später die Apotheke Zum Erzengel Michael in Wien XV übernahm.

## Werke
- Beitrag zu Kenntnis der Verbindungen zwischen Aldehyden und aromatischen Kohlenwasserstoffen. Inauguraldissertation der philosophischen Fakultät der Universität Straßburg i. E., vorgelegt von Othmar Zeidler aus Wien (Österreich) (Wien 1873)
- Othmar Zeidler (1874): Verbindungen von Chloral mit Brom- und Chlorbenzol. Berichte der deutschen chemischen Gesellschaft 7 (2): 1180–1181. doi:10.1002/cber.18740070278